# Túnel del eje

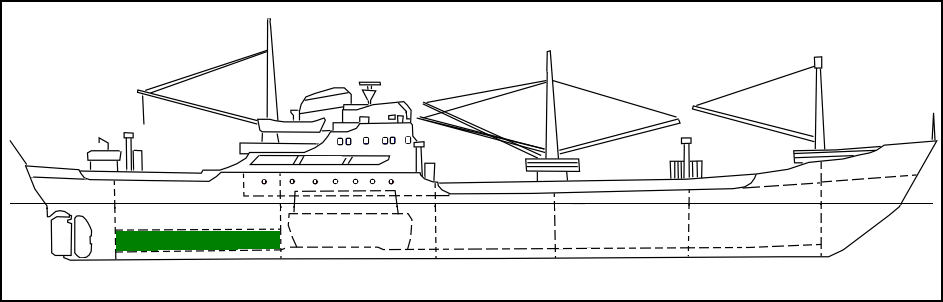
Ubicación del túnel en un mercante del.

Se denomina túnel del eje porta hélice o simplemente túnel al compartimiento que vincula la sala de máquinas de un buque con la bocina del eje en el mamparo de colisión de popa y a lo largo del cual corre el eje que mueve la hélice.
Es un compartimiento alargado con una pasarela que permite su inspección en todo su recorrido.
Debido al riesgo de inundación por una avería la puerta de acceso al mismo desde la sala de máquinas es de cierre automático y a distancia accionada por un mecanismo que garantiza su estanqueidad.
En el extremo de popa (en la mayoría de los casos) cuenta con una salida de emergencia a la cubierta principal para facilitar el escape de la tripulación que pudiere quedar encerrada en una situación de riesgo.
El cierre de esta sección tan vulnerable de un buque se produce desde el puente de mando o desde la consola de control de la sala de máquinas.

## Antecedentes y tendencias actuales

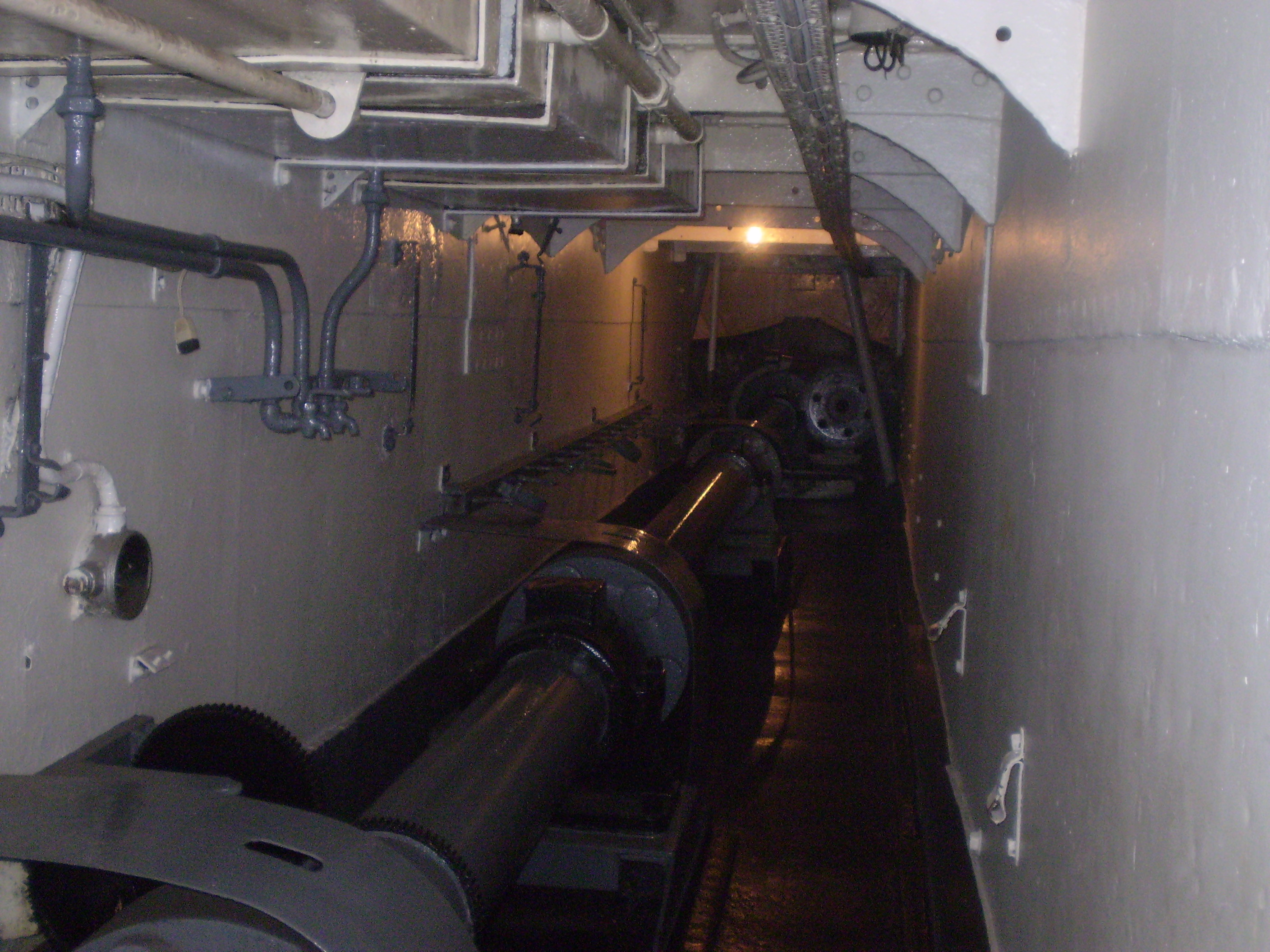
Túnel de la Fragata Sarmiento
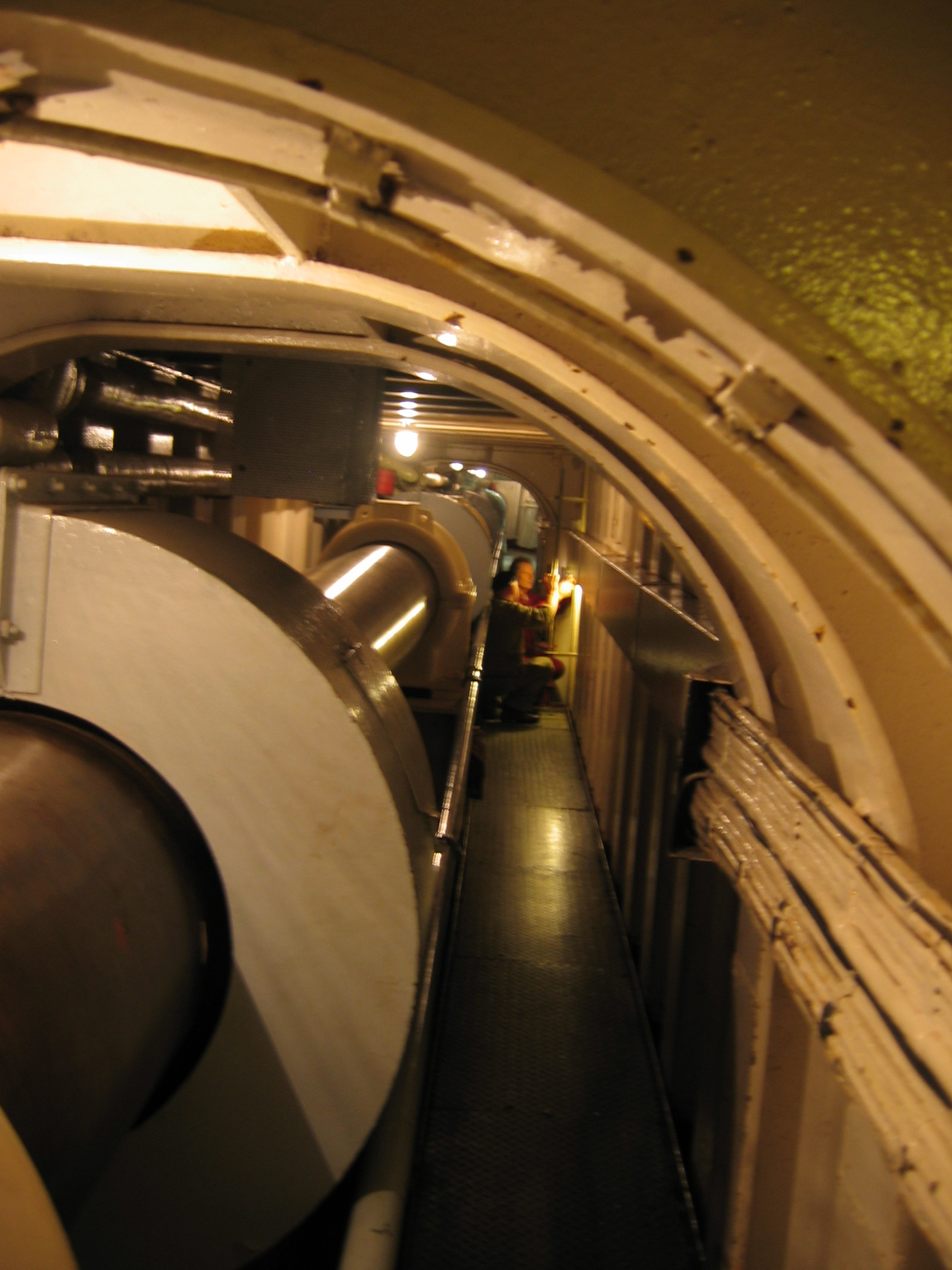
Túnel de un mercante
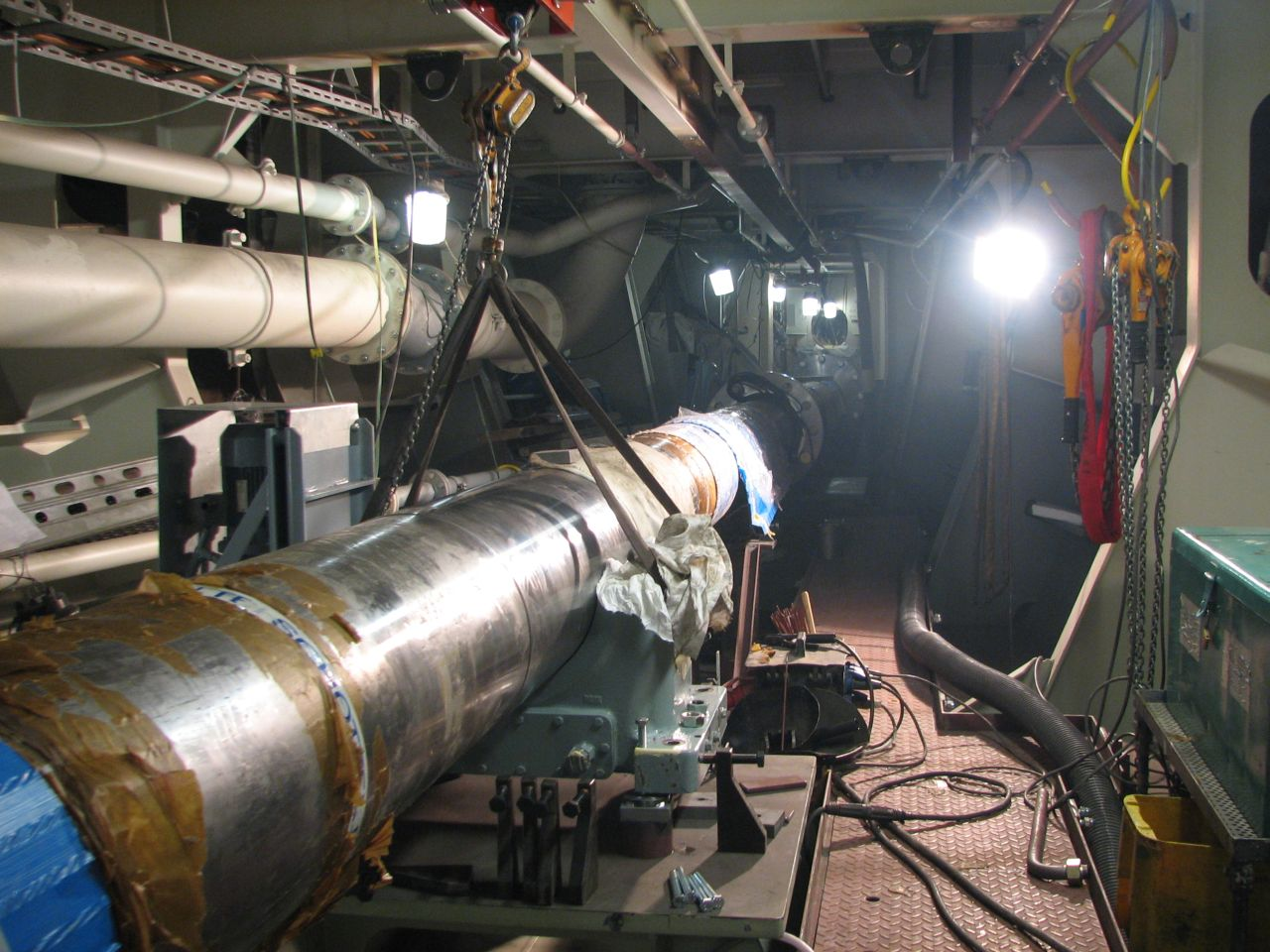
Tareas de reparación en el túnel
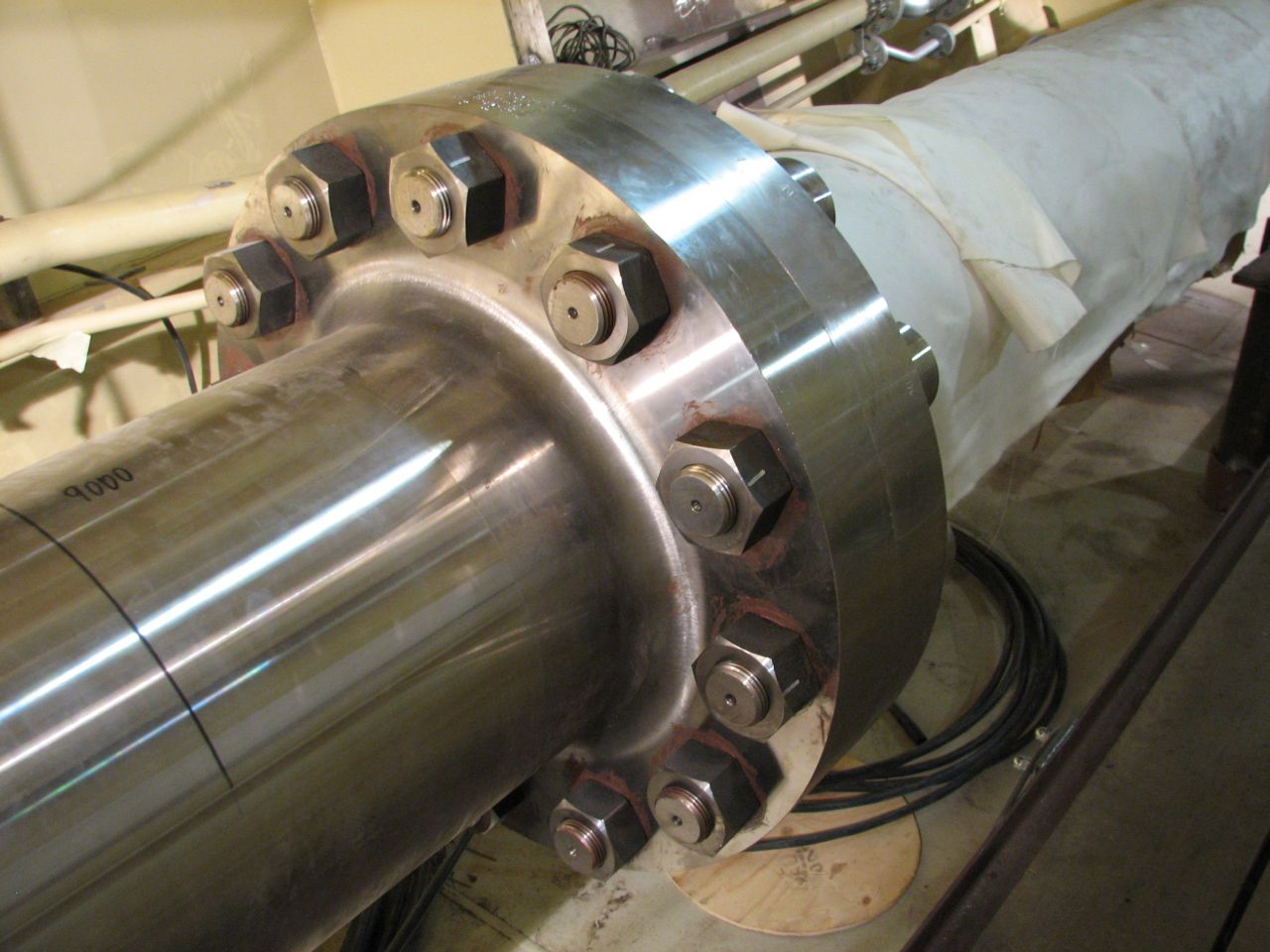
Eje porta hélice, detalle del acoplamiento

Cuando los buques comenzaron a ser propulsados por energía mecánica su planta motriz se instaló en la sección media ya que es la más amplia para alojar todo el equipamiento necesario. Por esta razón un largo eje debía transmitir la potencia de los motores hasta las hélices atravesando la mitad de popa de la embarcación.
Este tipo de construcción resta espacio a las bodegas de popa ya que todo el volumen de este compartimiento debe descontarse del espacio disponible para la carga.
En la actualidad y por este motivo los buques mercantes se construyen con su planta motriz en popa de forma tal que todos los espacio destinados a la carga estén por delante de la sala de máquinas.
Esto está haciendo desaparecer del diseño moderno el túnel del eje, solo los cruceros de lujo de gran porte mantienen sus máquinas en la sección media pues así se reducen al mínimo las vibraciones haciendo más confortable a la embarcación.
- Datos: Q976960